# Académie de la marine coréenne
L'Académie de la marine coréenne (en hangul : 대한민국 해군사관학교) est une université nationale de Corée du Sud située à Jinhae dans le Gyeongsang du Sud.